# بالیوود
بالیوود (به هندی: बॉलीवुड)، (به اردو: بالی وڈ) و (به انگلیسی: Bollywood) نام غیررسمی صنعت فیلم‌سازی به زبان‌های اردو و هندی در سینمای هند است. بالیوود همزاد آسیایی و شرقی هالیوود است که در موضوع فیلمسازی و با اهداف تجاری و فرهنگی رشد و نمو پیدا کرد.
بالیوود به مجموعه سینمای شمال هندوستان گفته می‌شود که مرکز اصلی آن در شهر بمبئی است.

## میزان استقبال
بالیوود در سال ۲۰۰۱ حدوداً معادل ۳٫۵ میلیارد دلار بلیت فروخته‌است. مخاطبان فیلم‌های این کمپانی، در شبه قاره هند، کشورهای غربی، ایران،خاورمیانه، آسیای میانه و روسیه، آفریقا و اقلیت‌های هندی و اردو زبان سراسر جهان هستند.

## زبان
بیشتر محصولات بالیوود به زبان هندی، اردو و زبان انگلیسی تولید شده‌اند. اخیراً از زبان انگلیسی بیشتر در این فیلم‌ها یا آهنگ‌ها بهره می‌گیرند.

## نام
بالیوود، از نام هالیوود، صنعت فیلم‌سازی ایالات متحده آمریکا اقتباس شده، اما اخیراً به فرهنگ لغات انگلیسی (دیکشنری) نامدار آکسفورد نیز راه یافته‌است.

## تولید
بالیوود به تولید انبوه فیلم‌های عمدتاً تجارتی شهرت دارد و سالانه بیش از هزار فیلم می‌سازد.

## شخصیت‌های مشهور

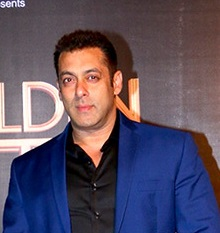
عبدالرشید سلیم سلمان خان یکی از مشاهیر بالیوود

از بازیگران برجستهٔ بالیوود می‌توان به شاهرخ خان، سلمان خان، گوویندا، عامر خان، آمیتاب باچان، وارون داوان، دیلیپ کومار، آکشی کومار، ریتیک روشن، رنبیر کاپور و راج کاپور رنویر سینگ، جان آبراهام و اجی دیوگن (بازیگران مرد) و کاجول، رانی موکرجی، مادوری دیکشیت، کارینا کاپور، دیپیکا پادوکن، کاترینا کیف، آنوشکا شرما، تبسم فاطمیا هاشمی (تابو) و عالیا بهات (بازیگران زن) اشاره کرد.
از برخی کارگردانان نامدار هندی می‌توان به دیوید داوان، کاران جوهر، یاش چوپرا، سانجی لیلا بانسالی، راجکومار هیرانی، کبیر خان، فرحان اختر، زویا اختر، روهیت شتی و امتیاز علی اشاره کرد.
از تهیه‌کنندگان هم می‌توان به آدیتیا چوپرا، گوری خان، دیا میرزا و کاران جوهر اشاره کرد.

## پرفروش‌ترین فیلم
تا اوایل سال ۲۰۲۰ میلادی، فیلم دانگال (۲۰۱۶) در ژانر درام-ورزشی با نقش آفرینی عامر خان با فروش بالای ۲۰۰۰ کروری در مجموع پرفروشترین فیلم تاریخ بالیوود لقب گرفت.

#### فیلم فنا
فیلم فنا با بازیگری عامر خان، کاجول و ریشی کاپور و به کارگردانی کونال کوهلی یکی از پرفروشترین فیلم‌های بالیوود می‌باشد. فیلم فنا داستان یک انتخاب است. انتخاب بین کار درست و نادرست امری ساده به نظر می‌رسد، اما چیزی که زندگی یک فرد را تعریف می‌کند انتخاب ما میان اعمال خیر و شر است.

### باجیرو مستانی
در این فیلم پرفروش هندی رانویر سینگ، دیپیکا پادوکن و پریانکا چوپرا نقش آفرینی کرده‌اند. کارگردان این فیلم سانجای لیلا بانسالی می‌باشد. داستان فیلم باجیرو مستانی در مورد عشق است، آن هم عشقی پرشور و آتشین که بر همه تفاوت‌ها چیره می‌شود. باجیرو مردی است که در تمامی نبردهای بزرگ و کوچک خود خوش درخشیده و در هیچ‌کدام از آن‌ها شکست نخورده‌است.

### سنگام
بازیگران این فیلم ویجینتی مالا، راجیندرا کومار و راج کاپور و کارگردان آن راج کاپور است. این فیلم که در ژانر موزیکال، عاشقانه، درام است یکی از پرفروش‌ترین فیلم هندی در تاریخ سینمای بالیوود است. فیلم سنگام یکی از فیلم‌هایی است که به احتمال زیاد برای مخاطب ایرانی دوست‌دار فیلم‌های کلاسیک و قدیمی هند، اثری آشنا و خاطره‌انگیز است. داستان مثلثی عشقی میان دختری از خانواده‌ای ثروتمند به نام رادا، گوپال تنها فرزند قاضی ورما و سوندر که پسری یتیم و فقیر است. این سه باهم بزرگ می‌شوند، درحالی‌که رفته رفته عشق میان رادا و گوپال شکل می‌گیرد و سوندر مخفیانه عشق خود به رادا را در دل پرورش می‌دهد. اما بازی روزگار سرنوشت آن‌ها را چنان به بازی می‌گیرد که درپایان همه چیز دستخوش تغییر می‌شود.

### من عاشق شدم (دوست دارم)
در این فیلم با بازیگری سلمان خان، بهاگیاشره، ریما لاگو و آلوک نات و به کارگردانی سورج بارجاتیا، ظاهراً مسیر عشق همیشه هم خیلی هموار نیست، دست‌کم فیلم من عاشق شدم که چنین عشقی را به نمایش نمی‌گذارد. کیشن و کاران دوستانی هستند که از برادر هم به هم حس نزدیکی بیشتری دارند. هرچند سال‌ها بعد میان دو دوست جدایی افتاده و هرکدام زندگی متفاوتی را در پیش می‌گیرند. تااینکه کاران مجبور می‌شود برای مدتی کشور را ترک کند و به‌همین خاطر دخترش سومان را برای مدتی به خانه دوستش کیشن می‌فرستد و آن‌جا است که سومان و پریم (پسر کیشن) باهم آشنا می‌شوند.